# Keshi (ca sĩ)
Casey Thai Luong (sinh ngày 4 tháng 11 năm 1994), thường được biết đến với nghệ danh Keshi (cách điệu là keshi), là một nam ca sĩ người Mỹ gốc Việt. Anh đã đạt hơn 1 tỷ lượt nghe từ các bài hát như "Like I Need U", "Limbo" và "Drunk" cùng các đĩa mở rộng Bandaids, Always và album phòng thu Gabriel.

## Tiểu sử
Luong sinh tại Houston, Texas, và lớn lên trong một gia đình gốc Việt tại Sugar Land. Dù sống trong một cộng đồng đa sắc tộc và có tỉ lệ người gốc Á đông đảo, nhưng anh vẫn cảm thấy lạc lõng và không kết nối được với di sản của mình khi lớn lên, vì những người xung quanh anh hầu hết là người gốc Hoa. Khi 13 tuổi, sau khi nhận được một chiếc đàn guitar từ ông. Keshi đã tự học đàn thông qua cuốn sách âm nhạc tiếng Việt từ người ông mình. Một trong những động lực học guitar của Keshi đến từ Drake Bell của chương trình truyền hình Drake & Josh trên kênh Nickelodeon. Trong những năm đầu chơi guitar và viết nhạc, anh chịu ảnh hưởng từ John Mayer và Ed Sheeran.
Anh đã tốt nghiệp trường Trung học Stephen F. Austin tại Sugar Land và nhận được bằng Cử nhân Khoa học điều dưỡng ở trường Đại học Texas tại Austin. Và làm việc tại Trung tâm Y tế Texas trong hai năm.
Cái tên "Keshi" đến từ gia đình của người bạn gái thời thơ ấu của anh. Họ bắt đầu làm bạn với nhau từ lúc học lớp 5, và Keshi đến nhà của cô ấy mỗi ngày. Mỗi lần anh ghé thăm, bố mẹ cô đều gọi anh là "Keshi", và họ vẫn gọi anh như thế đến tận ngày hôm nay.

## Sự nghiệp
Trong khoản thời gian học đại học, Anh đã đặt bí danh cho mình là "Keshi", và bắt đầu chia sẻ âm nhạc của mình trên SoundCloud. Keshi đã xem hướng dẫn trên YouTube và tự học sáng tác, thiết kế, sản xuất và biểu diễn âm nhạc của mình. Ban đầu, anh còn nghi ngờ về khả năng và định hướng âm nhạc của mình, nhưng dần dần phong cách khác biệt của anh ấy đã thu hút được nhiều sự chú ý và nổi tiếng hơn từ giọng hát của anh kết hợp với điệu nhạc lo-fi và tiếng đàn guitar. Năm 2017, Keshi nghỉ công việc y tá để bay đến Thành phố New York ký hợp đồng với Island Records. Quyết định nghỉ công việc điều dưỡng để đến với con đường âm nhạc được đưa ra khi anh nhận thấy rằng mình sẽ đánh mất cơ hội, nếu cứ tiếp tục sợ thất bại. Từ đó, những đĩa đơn của anh đã thu hút được hàng triệu lượt nghe khi phát hành.
Âm nhạc của keshi chịu ảnh hưởng lớn từ John Mayer, Frank Ocean, The 1975, Drake và Bryson Tiller.

## Danh sách đĩa nhạc

### Album phòng thu
| Tựa     | Thông tin                                                                                     | Vị trí xếp hạng | Vị trí xếp hạng | Vị trí xếp hạng |
| Tựa     | Thông tin                                                                                     | US              | AUS             | CAN             |
| ------- | --------------------------------------------------------------------------------------------- | --------------- | --------------- | --------------- |
| Gabriel | - Phát hành: 25/03/2022 - Hãng: Island - Định dạng: CD, vinyl, Tải về kỹ thuật số, Trực tuyến | 16              | 72              | 70              |

### Đĩa mở rộng
| Tựa        | Thông tin                                                                               | Vị trí xếp hạng | Vị trí xếp hạng | Danh sách bài hát                                                                                      |
| Tựa        | Thông tin                                                                               | US              | US              | Danh sách bài hát                                                                                      |
| Tựa        | Thông tin                                                                               | Heat            | Album Sales     | Danh sách bài hát                                                                                      |
| ---------- | --------------------------------------------------------------------------------------- | --------------- | --------------- | --- |
| The Reaper | - Phát hành: 13/11/2018 - Hãng: Casey Luong - Định dạng: Tải về kỹ thuật số, Trực tuyến | —               | —               | Danh sách bài hát 1. "The Reaper" 2. "like I Need You" 3. "2 Soon" 4. "I Swear I'll Never Leave Again" |
| Skeletons  | - Phát hành: 16/7/2019 - Hãng: Island - Định dạng: Tải về kỹ thuật số, Trực tuyến       | 5               | 50              | Danh sách bài hát 1. "Atlas" 2. "Skeletons" 3. "Summer" 4. "XOXOSOS"                                   |
| Bandaids   | - Phát hành: 24/3/2020 - Hãng: Island - Định dạng: Tải về kỹ thuật số, Trực tuyến       | —               | 72              | Danh sách bài hát 1. "Less of You" 2. "Alright" 3. "Blue" 4. "Right Here" 5. "Bandaids"                |
| Always     | - Phát hành: 23/10/2020 - Hãng: Island - Định dạng: Tải về kỹ thuật số, Trực tuyến      | —               | —               | Danh sách bài hát 1. "Always" 2. "More" 3. "Drunk" 4. "Talk" 5. "B.Y.S." 6. "Us"                       |

### Album đơn
| Tựa                                 | Thông tin                                                              | Danh sách bài hát |
| ----------------------------------- | ---------------------------------------------------------------------- | --- |
| If You're Not the One for Me Who Is | - Phát hành: 23/10/2017 - Hãng: Casey Luong - Định dạng: Trực tuyến    | Danh sách bài hát 1. "If You're Not the One for Me Who Is" 2. "Goes to Waste" 3. "They Don't Fly as High as They Used To" |
| Good Days                           | - Phát hành: 10/05/2018 - Hãng: Casey Luong - Định dạng: Trực tuyến    | Danh sách bài hát 1. "Good Days" 2. "Say Something" 3. "Godsplan"                                                         |
| Bandaids (Live Sessions)            | - Phát hành: 17/04/2020 - Hãng: Island Records - Định dạng: Trực tuyến | Danh sách bài hát 1. "Alright" (live sessions) 2. "Bandaids" (live sessions)                                              |

### Đơn
| Tựa                                   | Năm           | Vị trí xếp hạng | Vị trí xếp hạng | Vị trí xếp hạng | Album/EP                            |
| Tựa                                   | Năm           | NZ Hot          | SGP             | VNM             | Album/EP                            |
| Nghệ sĩ chính                         | Nghệ sĩ chính | Nghệ sĩ chính   | Nghệ sĩ chính   | Nghệ sĩ chính   | Nghệ sĩ chính                       |
| ------------------------------------- | ------------- | --------------- | --------------- | --------------- | ----------------------------------- |
| "Over U"                              | 2017          | —               | —               | —               | Non-album single                    |
| "If You're Not the One for Me Who Is" | 2017          | —               | —               | —               | If You're Not the One for Me Who Is |
| "As Long as It Takes You"             | 2017          | —               | —               | —               | Non-album singles                   |
| "Magnolia"                            | 2017          | —               | —               | —               | Non-album singles                   |
| "Just Friends"                        | 2017          | —               | —               | —               | Non-album singles                   |
| "Good Days"                           | 2018          | —               | —               | —               | Non-album singles                   |
| "Onoffonoff"                          | 2018          | —               | —               | —               | Non-album singles                   |
| "2 Soon"                              | 2018          | —               | —               | —               | The Reaper                          |
| "Right Here"                          | 2019          | —               | —               | —               | Bandaids                            |
| "Blue"                                | 2019          | —               | —               | —               | Bandaids                            |
| "More"                                | 2020          | —               | —               | —               | Always                              |
| "Always"                              | 2020          | —               | —               | —               | Always                              |
| "Drunk"                               | 2020          | —               | —               | —               | Always                              |
| "Beside You"                          | 2021          | 7               | —               | —               | Non-album single                    |
| "Somebody"                            | 2021          | 24              | —               | —               | Gabriel                             |
| "Touch"                               | 2022          | 24              | —               | —               | Gabriel                             |
| "Get It"                              | 2022          | —               | —               | —               | Gabriel                             |
| "Limbo"                               | 2023          | —               | 26              | 19              | Gabriel                             |
| Hợp tác                               |               |                 |                 |                 |                                     |
| "Pillows" (cùng với EaJ)              | 2020          | —               | —               | —               | Non-album single                    |
| "Sociopath" (cùng với Jeremy Zucker)  | 2021          | —               | —               | —               | Crusher                             |

### Đồng sáng tác
| Tựa                                                               | Năm  | Nghệ sĩ | Album      | Credit                      | Cùng với         |
| ----------------------------------------------------------------- | ---- | ------- | ---------- | --------------------------- | ---------------- |
| "(What I Wish Just One Person Would Say to Me) aka Happy for You" | 2020 | LANY    | Mama's Boy | Đồng sáng tác / chơi guitar | Paul Jason Klein |